# Per capita
Per capita (fals llatinisme), de vegades escrit per càpita (catalanitzat) o el ben format pro capite, és una frase preposicional llatina: per (preposició que pren el cas acusatiu, significa "per") i capita (acusatiu plural de caput, "cap"). La frase així significa "per caps" o "per cada cap", és a dir, per persona. Aquest terme es fa servir en una àmplia varietat de ciències socials i en contexts estadístics i de recerca, incloent-hi les estadístiques governamentals, indicadors econòmics i estudis sobre el medi natural.
Es fa servir de manera comuna en el camp de l'estadística en comptes de dir "per cada persona" o "per persona".
També es fa servir en els testaments per a indicar que cadascun dels beneficiaris haurien de rebre parts iguals de la propietat. Això es fa en contrast amb la divisió per stirpes.